# Cool Affairs
Cool Affairs – album jazzowy nagrany przez grupę amerykańskich muzyków zaproszonych i zebranych w studiu z inicjatywy austriackiego puzonisty Paula Zaunera. Czołową postacią w tym składzie był George Adams. Grupa nie miała lidera, a pełna nazwa, pod jaką wystąpili wykonawcy to: Geoge Adams and Blue Brass Connection (nazwę Blue Brass nadał później Zauner założonemu przez siebie zespołowi, składającemu się głównie z muzyków austriackich).
Nagrania na płytę zarejestrowano 1 i 2 kwietnia 1991 w Hip Pocket Studio w Nowym Jorku. Album wydany został w 1993 przez wytwórnie Amadeo i Columbię, w 1997 przez austriacką PAO Records, należącą do Zaunera (PAO 10010).

## Muzycy
- George Adams – tenor sax
- Paul Zauner – puzon
- Graham Haynes – kornet
- Ron Burton – fortepian
- Cameron Brown – bass
- Ronnie Burrage – perkusja

## Lista utworów
| 1. | „Endless Flight” (Ronnie Burrage)     | 9:44  |
|    |                                       |       |
| 2. | „Vine City” (Ron Burton)              | 7:03  |
|    |                                       |       |
| 3. | „Vo Ja Jo” (Osibisa)                  | 5:25  |
|    |                                       |       |
| 4. | „Mama Laura” (trad. arr. Paul Zauner) | 6:08  |
|    |                                       |       |
| 5. | „Impulse” (Rasoul Siddik)             | 5:08  |
|    |                                       |       |
| 6. | „Latina Lee” (Butch Morris)           | 6:04  |
|    |                                       |       |
| 7. | „Rhythm-A-Ning” (Thelonius Monk)      | 9:22  |
|    |                                       |       |
| 8. | „For Louie” (Phillip Wilson)          | 6:25  |
|    |                                       |       |
|    |                                       | 55:19 |
|    |                                       |       |

## Informacje uzupełniające
- Produkcja – Ken Vangel
- Miksowanie – Tommy Benkö, Ken Vangel (1 i 2 lutego 1992 w Tonstudio Benkö w Wiedniu)
- Inżynier masteringu – Martin Rosenfeld
- Zdjęcia – Colette Oswald
- Malarstwo na okładce – Margit Taus
- Projekt okładki – Andreas Ortag